# Park Narodowy Sanquianga
Park Narodowy Sanquianga (hiszp. Parque nacional natural Sanquianga) – park narodowy w Kolumbii położony w departamencie Nariño. Został utworzony 5 lutego 1977 roku i zajmuje obszar 855,05 km². W 2008 roku został zakwalifikowany przez BirdLife International jako ostoja ptaków IBA.

## Opis
Park obejmuje fragment wybrzeża nad Oceanem Spokojnym na wysokościach od 0 do 20 m n.p.m. Znajdują się tu liczne ujścia rzek takich jak np. Sanquianga, Patía, La Tola, Aguacatal i Tapaje Viejo. W ich deltach występuje duża liczba niewielkich wysp. W parku dominują namorzyny. Są tu też piaszczyste plaże, lasy bagienne i łęgowe.
Średnia roczna temperatura w parku wynosi około +27 °C, a średnie roczne opady od 3000 do 4000 mm.

## Flora
W parku rośnie rosną narażone na wyginięcie (VU) Pelliciera rhizophorae, Aniba perutilis i Mora oleifera, a także m.in.: nipa krzewinkowa, Rhizophora mangle, Avicennia germinans, Laguncularia racemosa, Pterocarpus officinalis, euterpa warzywna, Prioria copaifera, Campnosperma panamense, Rhizophora samoensis.

## Fauna
Z ssaków żyją tu narażone na wyginięcie (VU) mrówkojad wielki i pekari białobrody, a także tu m.in.: mrówkojadek jedwabisty, ocelot nadrzewny, szop krabożerny, wydrak długoogonowy, pakarana Branickiego.
Ptaki to narażony na wyginięcie (VU) chruścielak brunatny, a także m.in.: kormoran oliwkowy, rybitwa krótkodzioba, głuptak niebieskonogi, rybitwa krótkodzioba, sieweczka grubodzioba, pelikan brunatny, wilgowron meksykański, szmaragdzik brązowosterny, piaskowiec, kulik mniejszy i brodziec żółtonogi.
Gady tu występujące to narażony na wyginięcie (VU) żółw oliwkowy, a także m.in.: legwan zielony i bazyliszek zwyczajny.